# Olympische Jugend-Sommerspiele 2010/Teilnehmer (Malediven)
| Gelbes Symbol für Goldmedaillen mit stilisierten Olympischen Ringen | Graues Symbol für Silbermedaillen mit stilisierten Olympischen Ringen | Braundes Symbol für Bronzemedaillen mit stilisierten Olympischen Ringen |
| ------------------------------------------------------------------- | --------------------------------------------------------------------- | ----------------------------------------------------------------------- |
| —                                                                   | —                                                                     | —                                                                       |

Die Jugend-Olympiamannschaft der Malediven für die I. Olympischen Jugend-Sommerspiele vom 14. bis 26. August 2010 in Singapur bestand aus vier Athleten.

## Athleten nach Sportarten

### Badminton
Mädchen
- Aishath Afnaan Rasheed
Einzel: 25. Platz

### Leichtathletik
Jungen
- Mohamed Sameeh
100 m: DNS (Finale)

### Schwimmen
| Mädchen - Aminath Shajan 50 m Freistil: 56. Platz 100 m Freistil: 54. Platz | Jungen - Izudhaadh Ahmed 50 m Freistil: disqualifiziert (Vorlauf) |